# Солихалл

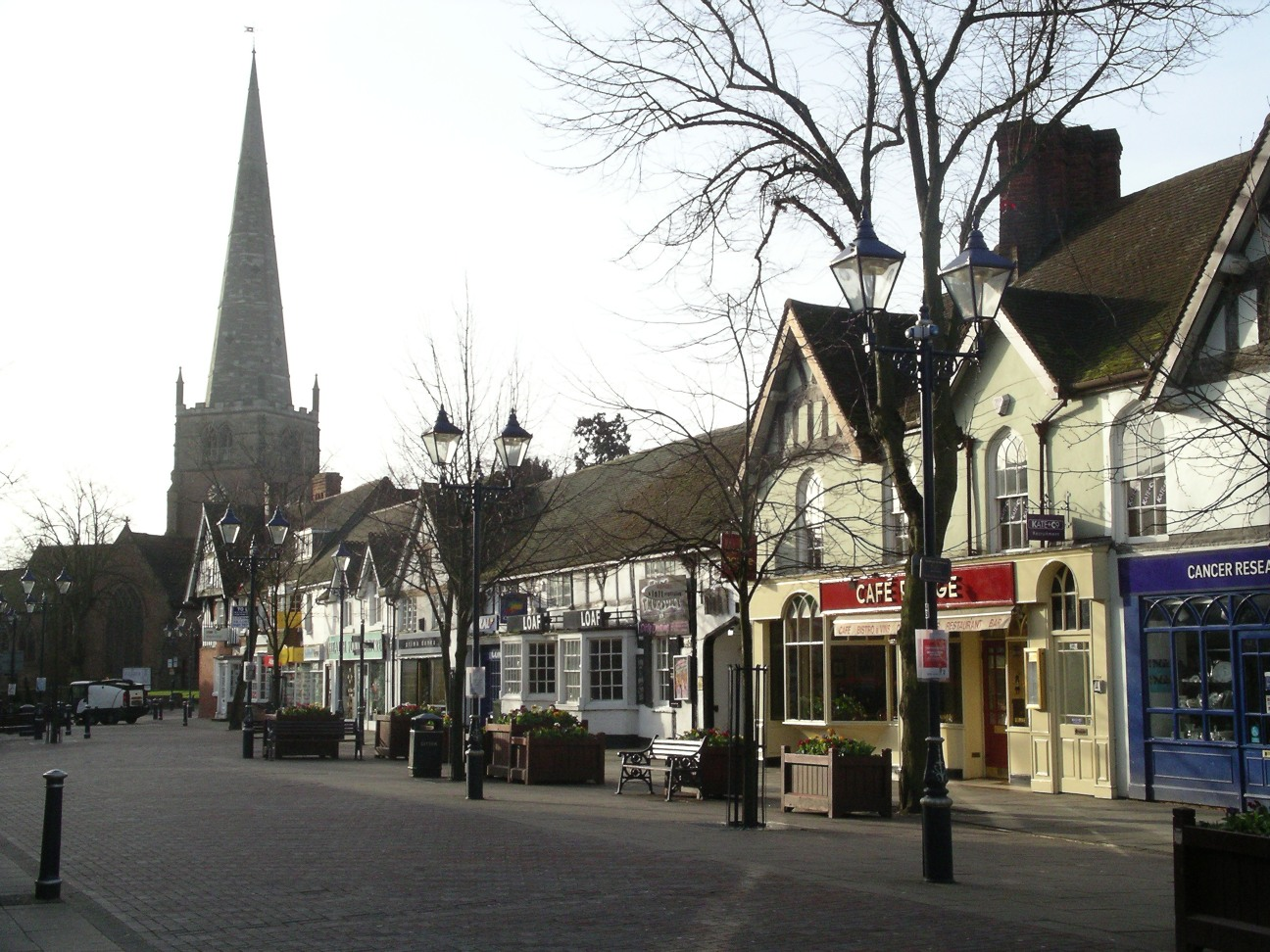
Хай-стрит

Со́лихалл (англ. Solihull) — город в графстве Уэст-Мидлендс Великобритании, административный центр района Солихалл.

## География
Город Солихалл расположен в центре Англии, в графстве Уэст-Мидлендс и входит в городскую агломерацию Бирмингема. Солихалл является также административным центром одноимённого городского округа площадью в 178,29 км² и населением 203 600 человек (на 2007 год). Численность населения собственно города Солихалл составляет 94 753 человека (на 2001 год). Город лежит на приблизительно равном расстоянии между Бирмингемом на западе и Ковентри на востоке.

## История
Ещё в начале XX столетия Солихалл представлял собой незначительное поселение. В 1901 году число его жителей едва достигало 7 500 человек. Однако затем город стремительно растёт, что связано в первую очередь с большой перенаселённостью соседнего Бирмингема. Тысячи человек, занятых на предприятиях Бирмингема, переселяются в Солихалл, делая его чем-то вроде одно- и двухэтажного «спального района» мегаполиса.

## Хозяйство
Солихалл являлся крупным британским автомобилестроительным центром, в первую очередь по производству марок MG Rover и Land Rover. Проблемы, возникшие в автомобилестроении Великобритании в 2000-х и 2010-х годах, нанесли ущерб и Солихаллу.
Здесь также находится Бирмингемский международный аэропорт.
На территории округа Солихалл расположен Национальный выставочный центр (National Exgibition Centre), 7-й по величине в Европе, с огромным концертным залом, где устраиваются также рок-концерты.

## Города-побратимы
- Шоле
- Майн-Таунус